# È̲
È̲ (minuscule : è̲), appelé E accent grave trait souscrit ou E accent grave souligné, est une lettre latine utilisée dans l’écriture du sekani. Elle n’est pas à confondre avec le È̱, E accent grave macron souscrit.

## Usage informatique
Le E accent grave trait souscrit peut être représenté avec les caractères Unicode suivants : 
- précomposé et normalisé NFC (supplément latin-1, diacritiques) :

| formes    | représentations | chaînes de caractères | points de code | descriptions                                                      |
| --------- | --------------- | --------------------- | -------------- | ----------------------------------------------------------------- |
| capitale  | È̲               | È◌̲                    | U+00C8 U+0332  | lettre majuscule latine e accent grave diacritique trait souscrit |
| minuscule | è̲               | è◌̲                    | U+00E8 U+0332  | lettre minuscule latine e accent grave diacritique trait souscrit |

- décomposé et normalisé NFD (latin de base, diacritiques) :

| formes    | représentations | chaînes de caractères | points de code       | descriptions                                                                  |
| --------- | --------------- | --------------------- | -------------------- | ----------------------------------------------------------------------------- |
| capitale  | È̲               | E◌̲◌́                   | U+0045 U+0332 U+0300 | lettre majuscule latine e diacritique trait souscrit diacritique accent grave |
| minuscule | è̲               | e◌̲◌́                   | U+0065 U+0332 U+0300 | lettre minuscule latine e diacritique trait souscrit diacritique accent grave |